# Liste der Gebietsänderungen in Sachsen-Anhalt 1993
Die Liste der Gebietsänderungen in Sachsen-Anhalt 1993 enthält Änderungen an Gemeindegebieten des Landes Sachsen-Anhalt in der Zeit vom 1. Januar 1993 bis zum 31. Dezember 1993. Dazu zählen unter anderem Zusammenschlüsse und Trennungen von Gemeinden, Eingliederungen von Gemeinden in eine andere, Änderungen des Gemeindenamens und Umgliederungen von Teilen einer Gemeinde in eine andere.

## Legende
- Datum: juristisches Wirkungsdatum der Gebietsänderung
- Gemeinde vor der Änderung: Gemeinde vor der Gebietsänderung
- Gebietsänderung: Art der Gebietsänderung
- Gemeinde nach der Änderung: Gemeinde nach der Gebietsänderung
- Landkreis: Landkreis der Gemeinde nach der Gebietsänderung

Die Sortierung erfolgt chronologisch: Datum, kreisfreie Städte, Landkreise, aufnehmende oder neu gebildete Gemeinde. Heute noch bestehende Gemeinden sind farbig unterlegt.

## Liste
| Datum      | Gemeinde vor der Änderung           | Maßnahme      | Gemeinde nach der Änderung | Landkreis   |
| ---------- | ----------------------------------- | ------------- | -------------------------- | ----------- |
| 01.01.1993 | Mügeln Schöneicho Schweinitz (Elbe) | Eingliederung | Jessen (Elster)            | Jessen      |
| 01.01.1993 | Schieben                            | Eingliederung | Bad Kösen                  | Naumburg    |
| 01.01.1993 | Mose                                | Eingliederung | Wolmirstedt                | Wolmirstedt |
| 02.01.1993 | Gnölbzig                            | Eingliederung | Alsleben (Saale)           | Bernburg    |
| 01.04.1993 | Benzingerode Minsleben Silstedt     | Eingliederung | Wernigerode                | Wernigerode |
| 15.10.1993 | Warnau, OT Garz                     | Neubildung    | Garz                       | Havelberg   |
| 15.10.1993 | Dobbrun                             | Eingliederung | Osterburg (Altmark)        | Osterburg   |
| 15.10.1993 | Börnecke                            | Eingliederung | Blankenburg (Harz)         | Wernigerode |
| 15.10.1993 | Pratau Reinsdorf Seegrehna          | Eingliederung | Lutherstadt Wittenberg     | Wittenberg  |
| 01.11.1993 | Gerbisbach                          | Eingliederung | Jessen (Elster)            | Jessen      |